# Konradsreuth
Konradsreuth ist eine Gemeinde im oberfränkischen Landkreis Hof.

## Geografie

### Lage
Die Gemeinde befindet sich zwischen Frankenwald und Fichtelgebirge und liegt an der Staatsstraße 2461, früher Bundesstraße 2. Sie wird geologisch von der Münchberger Gneisplatte durchzogen. Unweit der Gemeinde befindet sich der Hofer Flughafen.

### Gemeindegliederung
Es gibt 36 Gemeindeteile (in Klammern ist der Siedlungstyp angegeben):
- Ahornberg (Pfarrdorf)
- Berg (Weiler)
- Birkenhof (Einöde)
- Brand (Weiler)
- Eckardsreuth (Einöde)
- Engel (Einöde)
- Föhrenreuth (Dorf)
- Frauenhof (Weiler)
- Glänzlamühle (Einöde)
- Gläsel (Einöde)
- Gottschalk (Einöde)
- Hollareuth (Einöde)
- Jägerhaus (Einöde)
- Klausenhof (Weiler)
- Konradsreuth (Industrieort)
- Lerchenberg (Weiler)
- Martinsreuth (Dorf)
- Maschinenhaus (Weiler)
- Modlitz (Weiler)
- Neudörflein (Dorf)
- Oberpferdt (Dorf)
- Pretschenreuth (Weiler)
- Reuthlas (Dorf)
- Ringlasmühle (Einöde)
- Schallershof (Einöde)
- Schallersreuth (Einöde)
- Schödelshöhe (Weiler)
- Schwarzenfurth (Weiler)
- Silberbach (Dorf)
- Steinmühle (Weiler)
- Stiftsgrün (Einöde)
- Unterpferdt (Weiler)
- Walburgisreuth (Einöde)
- Weißlenreuth (Dorf)
- Wendlershof (Einöde)
- Wölbersbach (Dorf)

Außerdem gibt es auf dem Gemeindegebiet die Einöden Einzeln von Weißlenreuth und Hölle.
Es gibt auf dem Gemeindegebiet die Gemarkungen Ahornberg (Gemarkungsteil 1), Föhrenreuth (Gemarkungsteil 1), Gottfriedsreuth (Gemarkungsteil 0), Konradsreuth, Markersreuth (Gemarkungsteil 0), Martinsreuth (Gemarkungsteil 1) und Silberbach. Die Gemarkung Konradsreuth hat eine Fläche von 7,135 km² und ist in 1684 Flurstücke aufgeteilt, die eine durchschnittliche Fläche von 4218 m² haben. In ihr liegen die Gemeindeteile Berg, Eckardsreuth, Frauenhof, Klausenhof, Maschinenhaus, Neudörflein, Schallershof, Schallersreuth, Schwarzenfurth und Steinmühle.

## Geschichte

### Bis zur Gemeindegründung
Konradsreuth wurde erstmals im Jahre 1266 in einer Urkunde erwähnt, in der von einem „Ulricus de Cunradsrute“ aus dem Geschlecht der Lüchauer die Rede war. Diese stammten aus Lobechow bei Jena. Die Herren von Lüchau herrschten bis 1485. Im Jahre 1441 verlieh ihnen Kaiser Friedrich III. ein Hochgericht. Nachfolger in der Herrschaft waren von 1485 bis 1495 Georg von Schirnding, von 1495 bis 1597 die Rabensteiner zu Döhlau, von 1599 bis 1610 Siegmund von Machwitz, von 1610 bis 1629 die Herren von Haberland und von 1638 bis 1646 Jareslaw Hofmann von Mönchhofen. Im Jahre 1646 übernahm Georg Rudolph von Reitzenstein aus Schönberg den Rittersitz. 1698 erfolgte die Teilung des Schlosses in Siedlungsgebiete zweier Brüder: Das Schloss unteren Teils erhielt Christoph Heinrich von Reitzenstein und das Schloss oberen Teils Georg Adam von Reitzenstein. Im Jahre 1789 verkaufte Traugott Leberecht von Reitzenstein das obere Schloss mit allen Besitzungen an Georg Christoph von Reitzenstein, Besitzer des Schlosses unterer Teil. Um 1815 heiratete die Familie der Kammerherren von Staff aus Weimar ein. Nachkommen derer von Staff, genannt von Reitzenstein, sind Eigentümer des Schlosses.
Von 1797 bis 1810 unterstand Konradsreuth dem Justiz- und Kammeramt Hof. Nachdem im Jahr 1810 das Königreich Bayern das Fürstentum Bayreuth gekauft hatte, wurde der Ort bayerisch. Infolge des Ersten Gemeindeedikts wurde 1812 der Steuerdistrikt Konradsreuth gebildet. Zu diesem gehörten Berg, Brand, Eckardsreuth, Frauenhof, Jägerhaus, Maschinenhaus, Neudörflein, Pirk, Pretschenreuth, Schallershof, Schallersreuth, Schödelshöhe, Schwarzenfurth, Stein, Steinmühle, Stiftsgrün und Walburgisreuth. Zugleich entstand die Ruralgemeinde Konradsreuth mit den Orten Berg, Eckardsreuth, Frauenhof, Maschinenhaus, Neudörflein, Schallershof, Schallersreuth, Schwarzenfurth und Steinmühle. Sie war in Verwaltung und Gerichtsbarkeit dem Landgericht Hof zugeordnet und in der Finanzverwaltung dem Rentamt Hof (1919 in Finanzamt Hof umbenannt). Ab 1862 gehörte Konradsreuth zum Bezirksamt Hof (1939 in Landkreis Hof umbenannt). Die Gerichtsbarkeit blieb beim Landgericht Hof (1879 in Amtsgericht Hof umgewandelt).  1964 hatte die Gemeinde eine Fläche von 7,081 km².

### Änderung der Namensschreibweise
Im Jahr 1903 wurde die Schreibweise der Gemeinde offiziell von Conradsreuth in Konradsreuth geändert.

### Eingemeindungen
Im Zuge der Gebietsreform in Bayern wurde am 1. Januar 1972 die Gemeinde Föhrenreuth eingegliedert. Am 1. Juli 1972 kamen Teile der Gemeinde Martinsreuth hinzu. Silberbach folgte am 1. Januar 1975. Von der aufgelösten Gemeinde Gottfriedsreuth erhielt Konradsreuth am 1. Januar 1977 etwa 85 Einwohner sowie am 1. Mai 1978 von den aufgelösten Gemeinden Ahornberg etwa 450 und Markersreuth etwa 300 Einwohner.

### Einwohnerentwicklung
Im Zeitraum 1988 bis 2018 sank die Einwohnerzahl von 3383 auf 3151 um 232 bzw. um 6,9 %.
Gemeinde Konradsreuth
| Jahr      | 1819  | 1840   | 1852   | 1861   | 1867   | 1871   | 1875   | 1880   | 1885   | 1890   | 1895   | 1900   | 1905   | 1910   | 1919   | 1925   | 1933   | 1939   | 1946   | 1950   | 1961   | 1970   | 1987   | 2000 | 2010   | 2015   | 2022   |
| Einwohner | 1115  | 1555   | 1553   | 1698   | 1744   | 1786   | 1790   | 1703   | 1737   | 1718   | 1650   | 1509   | 1525   | 1462   | 1348   | 1422   | 1506   | 1472   | 1730   | 1857   | 2327   | 2446   | 3439   | 3627 | 3339   | 3230   | 3220   |
| Häuser    |       |        |        |        |        | 168    |        |        | 189    | 185    |        | 187    |        |        |        | 193    |        |        |        | 220    | 353    |        | 840    |      |        | 978    | 1009   |
| Quelle    | [ 9 ] | [ 14 ] | [ 14 ] | [ 15 ] | [ 16 ] | [ 17 ] | [ 18 ] | [ 19 ] | [ 20 ] | [ 21 ] | [ 14 ] | [ 22 ] | [ 14 ] | [ 23 ] | [ 14 ] | [ 24 ] | [ 14 ] | [ 14 ] | [ 14 ] | [ 25 ] | [ 10 ] | [ 26 ] | [ 27 ] |      | [ 28 ] | [ 28 ] | [ 29 ] |

Ort Konradsreuth
| Jahr      | 1799   | 1819  | 1861   | 1871   | 1885   | 1900   | 1925   | 1950   | 1961   | 1970   | 1987   | 2025   |
| Einwohner | *714   | †1103 | 1399   | 1503   | 1448   | 1279   | 1194   | 1443   | 1960   | 2136   | 2057   | °2247  |
| Häuser    | *146   |       |        |        | 149    | 149    | 156    | 171    | 306    |        | 486    |        |
| Quelle    | [ 30 ] | [ 9 ] | [ 15 ] | [ 17 ] | [ 20 ] | [ 22 ] | [ 24 ] | [ 25 ] | [ 10 ] | [ 26 ] | [ 27 ] | [ 31 ] |

## Politik
- SPD: 6
- CSU: 6
- FBK: 4

### Gemeinderat
Der Gemeinderat hat 16 Mitglieder. Vorsitzender des Gemeinderates ist der Erste Bürgermeister. Bei der Kommunalwahl vom 15. März 2020 haben von den 2606 Stimmberechtigten 1705 von ihrem Wahlrecht Gebrauch gemacht, womit die Wahlbeteiligung bei 65,43 % lag.

### Bürgermeister
Erster Bürgermeister ist Matthias Döhla (SPD). Bei der Kommunalwahl vom 15. März 2020 wurde er mit 70,43 % der Stimmen wiedergewählt.

### Wappen und Flagge
Wappen
| Wappen von Konradsreuth | Blasonierung: „Über silbernem Schildfuß, darin ein blauer Pfahl (Herren von Lüchau) in rot ein silberner Schrägbalken (Herren von Reitzenstein), überdeckt von einem schräg links liegenden goldenen Weberschiffchen mit silberner Garnspule.“ |
| Wappen von Konradsreuth | Wappenbegründung: Der blaue Pfahl ist dem Wappen der Herren von Lüchau entnommen und erinnert an deren Lehensherrschaft seit Beginn des 15. Jahrhunderts in Konradsreuth. Der silberne Schrägbalken in Rot kommt aus dem Wappen der Herren von Reitzenstein, die seit der Mitte des 17. Jahrhunderts bis heute im Ort ansässig sind. Das Weberschiffchen und die Garnspule stellen die für den Ort wichtige, bis heute bestehende Textilindustrie dar, die aus der ehemaligen Hausweberei hervorgegangen ist. Dieses Wappen wird seit 1971 geführt. |

Flagge
Die Gemeindeflagge ist gelb-blau.

## Kultur

### Bau- und Bodendenkmäler

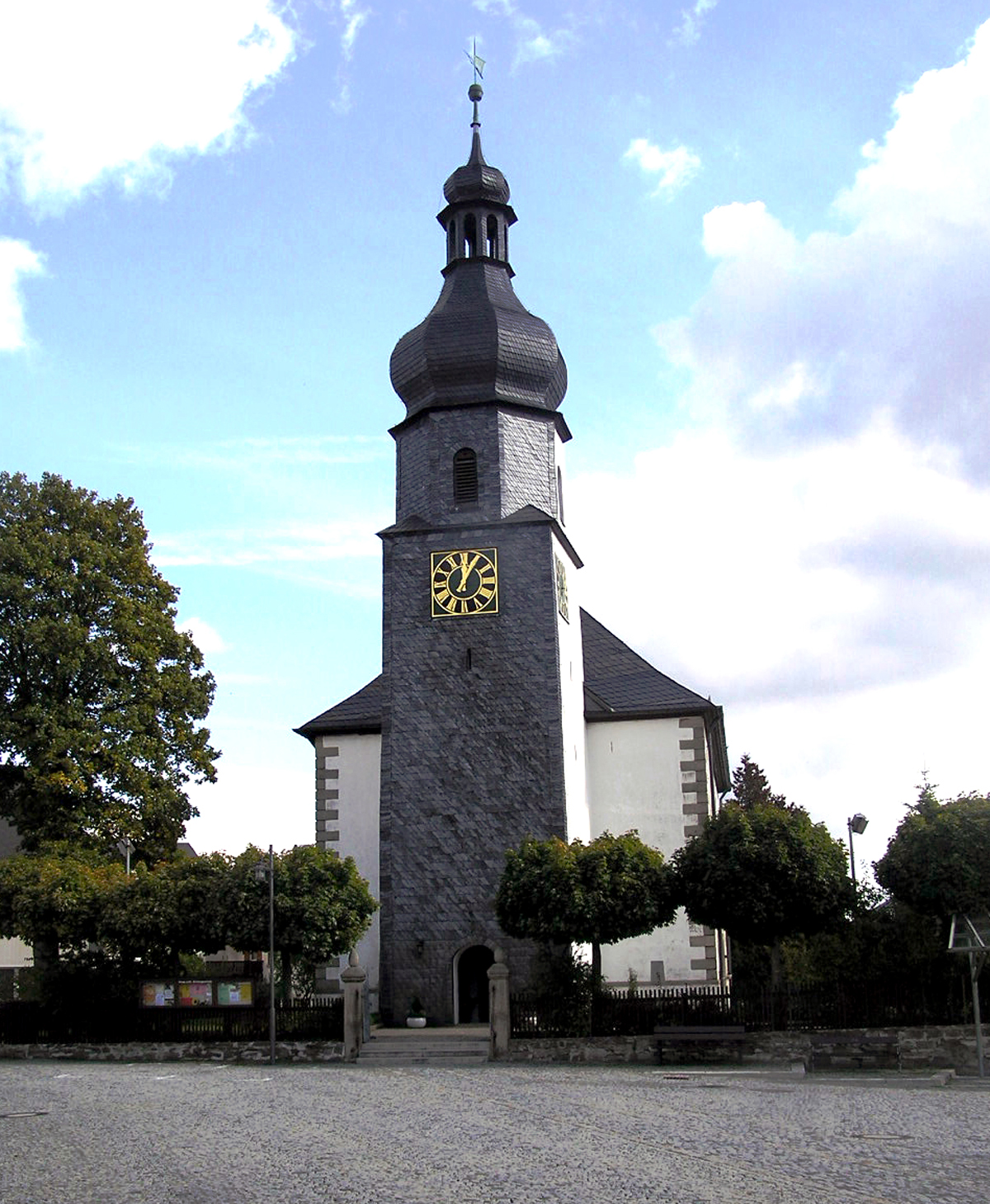
Pfarrkirche Konradsreuth
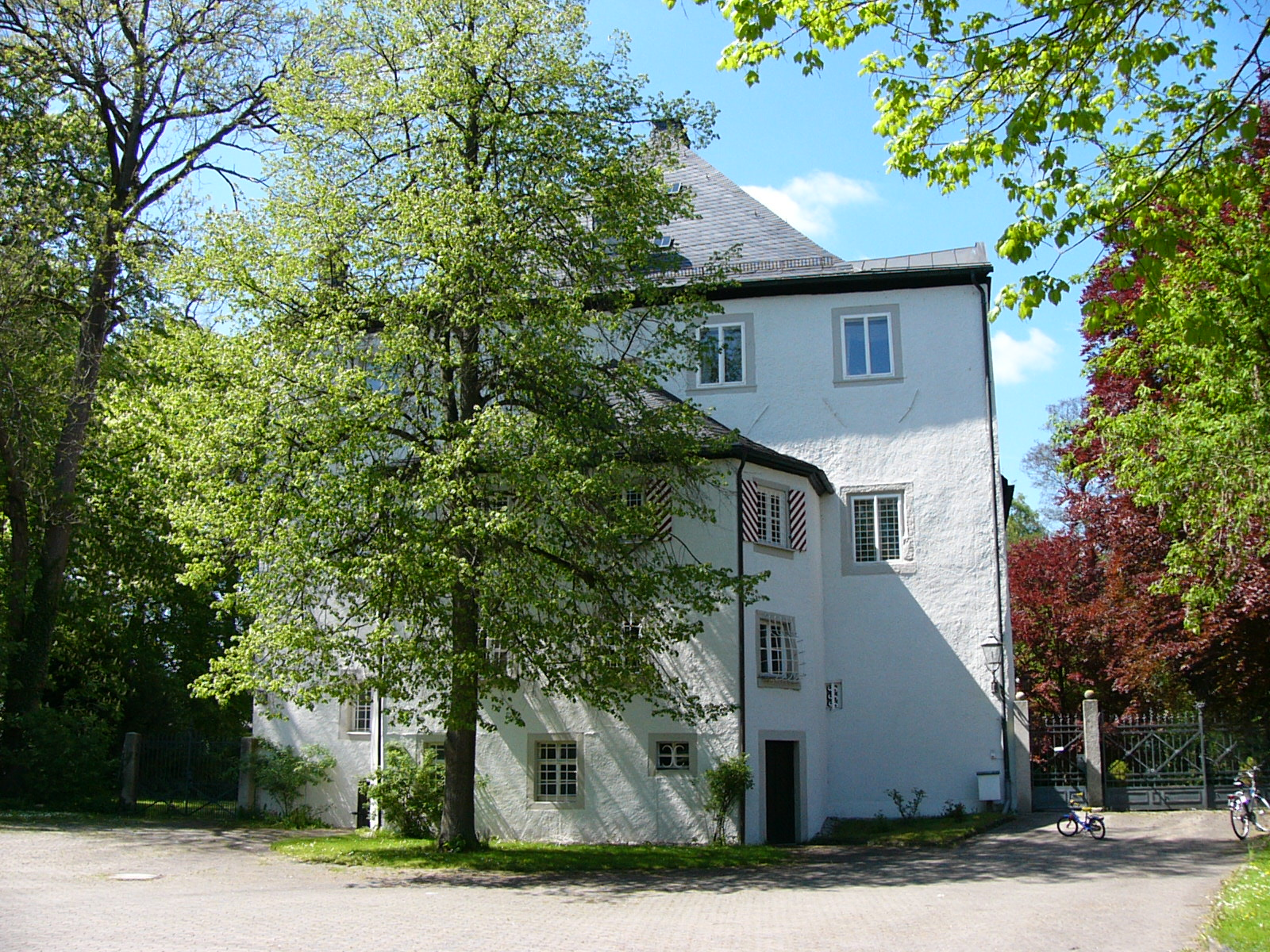
Schloss Konradsreuth

- Pfarrkirche Konradsreuth
- Schloss Konradsreuth

### Sport
Im Tischtennis treten Mannschaften des TV Konradsreuth auf Bezirks- und Landesebene an.

## Wirtschaft und Infrastruktur

### Wirtschaft einschließlich Land- und Forstwirtschaft
Die Gemeindesteuereinnahmen betrugen im Jahr 2020 2,393 Mio. Euro und die Gewerbesteuereinnahmen minus 114.000 Euro (netto).
Im Jahre 2020 gab es nach der amtlichen Statistik im Bereich der Land- und Forstwirtschaft zwölf, im produzierenden Gewerbe 896 und im Bereich Handel und Verkehr 238 sozialversicherungspflichtig Beschäftigte am Arbeitsort. In sonstigen Wirtschaftsbereichen waren am Arbeitsort 187 Personen sozialversicherungspflichtig beschäftigt. Sozialversicherungspflichtig Beschäftigte am Wohnort gab es insgesamt 1372. Im verarbeitenden Gewerbe gab es sechs Betriebe, im Bauhauptgewerbe drei Betriebe. Zudem bestanden im Jahr 2016 63 landwirtschaftliche Betriebe mit einer landwirtschaftlich genutzten Fläche von 2715 Hektar, davon waren 1946 Hektar Ackerfläche und 769 Hektar Dauergrünfläche.
Die größten Arbeitgeber des Ortes sind folgende Firmen:
- Alukon KG, Rollladen und Rolltore
- Rohleder, Weberei für Möbel- und Dekorationsstoffe
- AMM logistics, Spedition

### Verkehr
Die knapp drei Kilometer westlich verlaufende Autobahn Bundesautobahn 9 ist über die Anschlussstelle Hof-West (AS 34) zu erreichen. Die Staatsstraße 2461 führt über Martinsreuth nach Hof zu einer Anschlussstelle der Bundesstraße 15 (5,5 km nordöstlich) bzw. über Weißlenreuth und Reuthlas nach Münchberg zur Bundesstraße 289 (9,5 km südlich). Die Kreisstraße HO 7 führt die A 9 unterquerend nach Leupoldsgrün zur Staatsstraße 2693 (4 km nordwestlich) bzw. über Silberbach und Oberpferdt nach Oberkotzau zur Staatsstraße 2177 (6 km östlich). Die Kreisstraße HO 37/HOs 37 verläuft nach Pirk zum Verkehrslandeplatz Hof-Plauen (2,5 km nordöstlich). Eine Anliegerstraße verbindet mit Schwarzenfurth (1,1 km westlich).

### Bildung
2021 gab es folgende Einrichtungen:
- zwei Kindertageseinrichtungen: 124 genehmigte Plätze, 124 betreute Kinder
- eine Volksschule mit sieben Lehrern und 87 Schülern
- diverse berufliche Schulen im Ortsteil Ahornberg: Staatliche Berufsschule, Staatliche Berufsfachschulen für Hauswirtschaft, Kinderpflege, Sozialpflege, gastgewerbliche Berufe sowie kommunale Fachakademien für Sozialpädagogik und Hauswirtschaft

## Persönlichkeiten
- Hanns Herpich (1934–2022), Textilkünstler und Präsident der Akademie der Bildenden Künste Nürnberg